# Palmas de Monte Alto
Palmas de Monte Alto é um município histórico brasileiro do estado da Bahia, uma das cidades mais antigas do estado.
Localizado na região sudoeste do estado, nascida da fé, por uma promessa feita a Nossa Senhora Mãe de Deus e dos Homens; é a porta de entrada principal do Parque Estadual da Serra de Montes Altos. Cidade perfeita para quem busca turismo ecológico e/ou religioso.

## História
As terras originalmente constantes do território de Monte Alto foram adquiridos pelo alferes Francisco Pereira de Barros (vulgo Pereirinha) junto a Isabel Guedes de Brito (herdeira de Antônio Guedes de Brito, morgado a quem pertenciam a maior parte das terras do sertão baiano), no ano de 1730. Era a fazenda Riacho da Boa Vista.
Pereirinha pastorais suas cabeças de gado onde hoje se localiza a cidade de Palmas de Monte Alto, até que então ele perdeu algumas das suas cabeças de gado. Ele então faz uma promessa a Nossa Senhora Mãe de Deus e dos Homens que se ele achasse aqueles animais perdidos ele construiria uma capela para ela. Tempo depois esses animais foram encontrados.
Mandou o Pereirinha erguer uma capela, que deu origem à Vila de Nossa Senhora Mãe de Deus e dos Homens de Monte Alto, entre 1736 a 1742, devotado à santa e que mandou ornamentar com imagens desta e ainda do Senhor Morto, que o donatário não viu instaladas, falecendo ainda no Recôncavo Baiano.
Em 1854 faleceu o herdeiro do Pereirinha, Timóteo Ferreira dos Santos e os bens foram então usurpados por alguns pretensos herdeiros, sobrinhos de sua mulher, com a conivência do juiz municipal Luiz Rosas. A neta do Pereirinha, Catarina Pereira de Barros, contestou a ação, em Caetité, indo com recursos até a Corte Suprema no Rio de Janeiro. No curso do processo, entretanto, o advogado dos usurpadores da herança, Capitão João Pereira de Mesquita, fez vender várias partes da fazenda, dando impulso ao povoamento da nova Vila.
Logo os moradores se cotizavam para erguer o prédio da cadeia e adquirir o casarão da família Botelho de Andrade para sede da intendência. Foi, assim, elevada a capela à categoria de freguesia, pela lei provincial nº 124, de 19 de maio de 1840, que também elevou o povoado à categoria de Vila, criando o município com o nome de Monte Alto e seu território desmembrado de Macaúbas. Sua instalação deu-se em 15 de novembro do mesmo ano.
A então Vila de Monte Alto foi elevada à categoria de cidade pela Lei Estadual nº 1.253, de 23 de julho de 1918. Por força da Lei nº 1.364, perdeu o distrito de Beija-Flor (atual Guanambi) que foi emancipado pela  Lei provincial de número 1797 de 23 de junho de 1880.
Em julho de 1931 o município foi extinto, sendo então incorporado a Guanambi. Mas em 1933 as reformas políticas foram revistas, e restaurada sua autonomia, pela Lei estadual 8452.
A Comarca também viveu momentos de criação, extinção e restauração; foi instalada, primeiramente, em 11 de julho de 1860, pela Lei Provincial 809; extinta em 1873, pela Lei Provincial 1311; em 1880 foi restaurada e novamente extinta em 1904; recriada em 1915 e extinta em 1929 até a década de 1980, quando foi definitivamente recriada.

### Nome definitivo
O nome original era Sítio das Palmas, derivado da enorme quantidade de palmeiras das espécies catolé e babaçu. E, por estar situada no alto da serra o povoado, foi chamada de Monte Alto à povoação. Apesar de mais antiga, Monte Alto incorporou o Palmas ao nome da cidade, no governo de Getúlio Vargas, a fim de se diferenciar da cidade paulista de Monte Alto, embora esta seja mais nova (decreto-lei 141, de dezembro de 1943).

## Geografia
possui uma população de 20.677 habitantes. Este número foi obtido através do Índice de Gestão Municipal Aquila (IGMA), que se baseia em dados do Censo de 2022 IGMA. Cidade histórica do sudoeste baiano Palmas de Monte Alto vem destacando cada vez mais na área turística. Sua vegetação é composta pelo bioma da Caatinga com faixas de cerrado.
Está localizado na Região Sudoeste da Bahia, limita-se ao norte com Riacho de Santana e Matina, ao sul com Sebastião Laranjeiras, ao leste com Guanambi e ao oeste com Iuiú e Malhada, possui 05(cinco) povoados: Espraiado - distante 48 km da sede, Barra do Riacho - distante 25 km da sede, Pinga Fogo - distante 15 km da sede, Rancho das Mães - distante 13 km da sede e Iracema - distante 3km da sede

## Aspectos geográficos
O clima de Palmas de Monte Alto é semiárido do tipo quente e seco, apresenta uma temperatura média anual de 22 °C, a precipitação anual é de 700/900mm, seu período chuvoso vai de novembro a janeiro, o risco de seca é considerado médio, que favorece a agricultura de subsistência, inclusive pela sua extensão em área de 2.818 km². Esta a uma altitude de 600mts. acima do nível do mar.
O Município de Palmas de Monte Alto, limita-se com Riacho de Santana, Matina, Sebastião Laranjeiras, Guanambi, Iuiú e Malhada, tem como cidade próxima Guanambi e Sebastião Laranjeiras. Distante de Salvador 865 km.

## Cultura

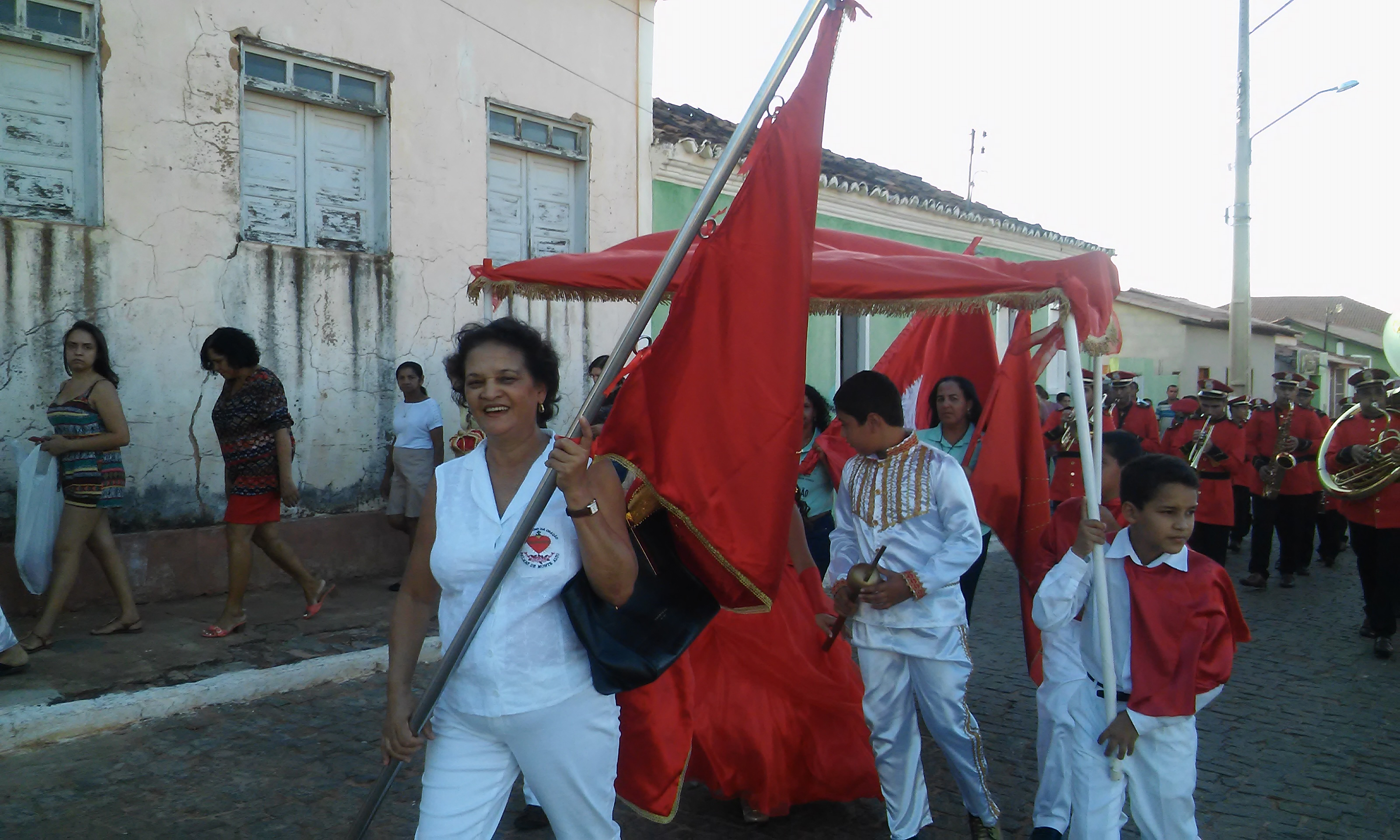
Festa do Divino Espírito Santo.

Com grandes tradições culturais históricas, a maioria datada da época do Império, Palmas de Monte Alto é referência em cultura religiosa e popular na região.
As três grandes festas e manifestações culturais da cidade são: A Festa do Divino Espírito Santo, Desfile Cívico e Alegórico de Sete de Setembro e a Festa da Padroeira Nossa Senhora Mãe de Deus e dos Homens.
A Festa do Divino Espírito Santo, Popularmente "Festa do Divino" ou ainda o Pentecostes, é realizado desde o tempos de colônia é uma grande manifestação de fé, realizada sempre no Domingo de Pentecostes e precedida com novenário, é cheia de ritos e cerimônias, tendo escolha de Imperador e Imperatriz do Divino, Festeiros, Alvoradas, Procissão, Levada de Mastro e o grande Símbolo da Festa que é a Bandeira Vermelha com a Pomba que representa o Divino.

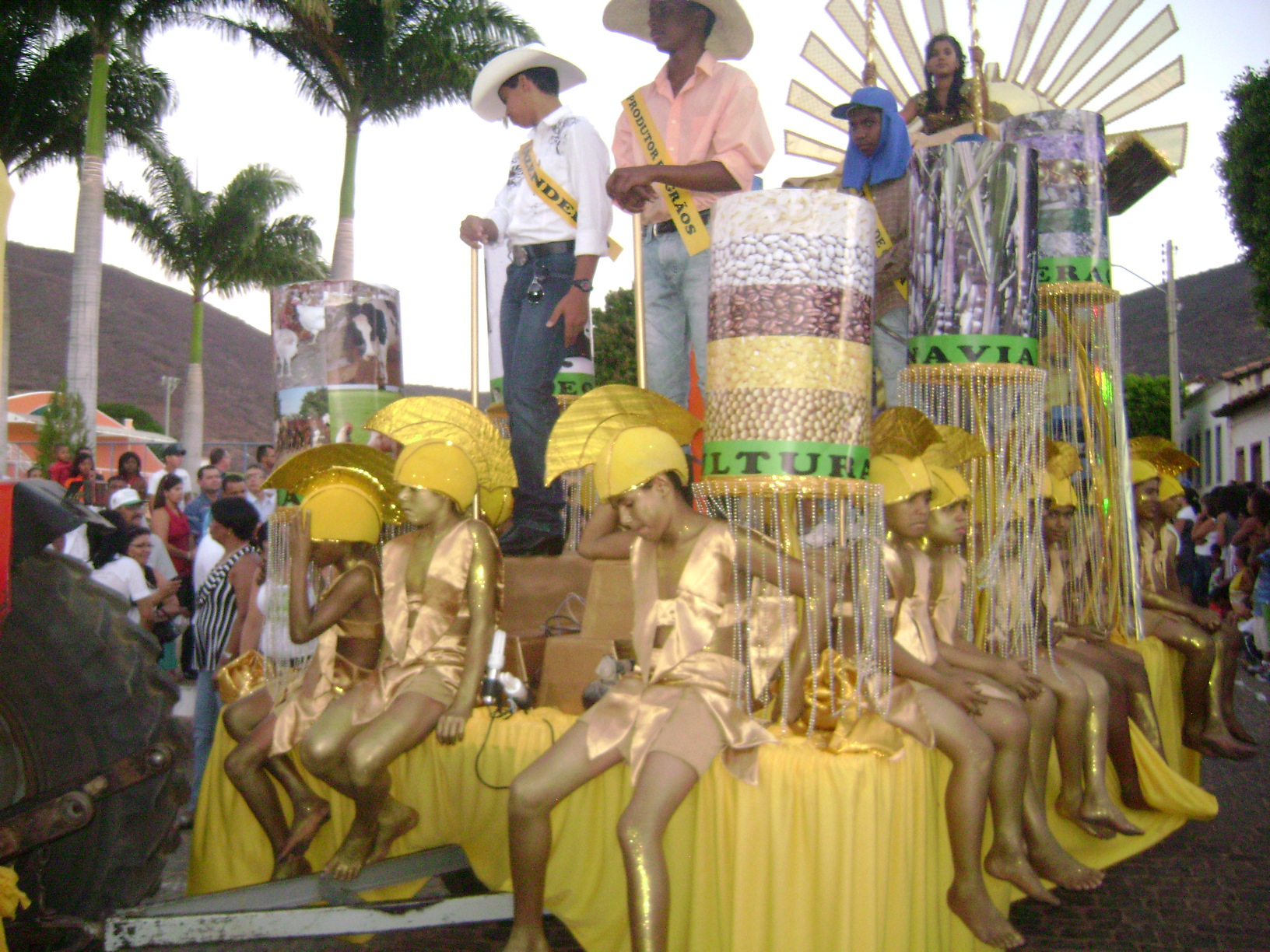
Desfile de 7 de setembro em Palmas de Monte Alto.

O Desfile Cívico e Alegórico de Sete de Setembro, realizado a mais de 60 anos, é uma expressão cultural que atrai visitantes de todas as cidades circunvizinharas, realizado inicialmente pelo Grupo Escolar Macelino Neves - primeira escola da cidade -, hoje é de responsabilidade do Colégio Municipal Eliza Teixeira de Moura - colégio de ensino fundamental II -, que realiza brilhantemente a tarefa e surpreende todos os anos com seus temas e magnitude.
A Festa da Padroeira, Nossa Senhora Mãe de Deus e dos Homens - proprietária das terras da cidade pelo testamento de seu fundador -, é a maior e mais antiga tradição, a matriz das festividades de setembro, realizada desde o século XVIII, todos os anos no dia oito de setembro - dia em que a Igreja comemora a Natividade da Santíssima Virgem Maria Mãe de Jesus -  a festa é tão grandiosa quanto a do Divino, também conta com Festeiros, Alvoradas, Procissão, Levada de Mastro e neste caso a Imagem em tamanho real de Nossa Senhora e o Menino Jesus são os grandes símbolos desta Festa, que faz com que todos os anos os montealtenses que moram em outras cidades voltem para homenagear a Rainha do Sertão do alto da colina onde se fixa a igreja mãe da região.

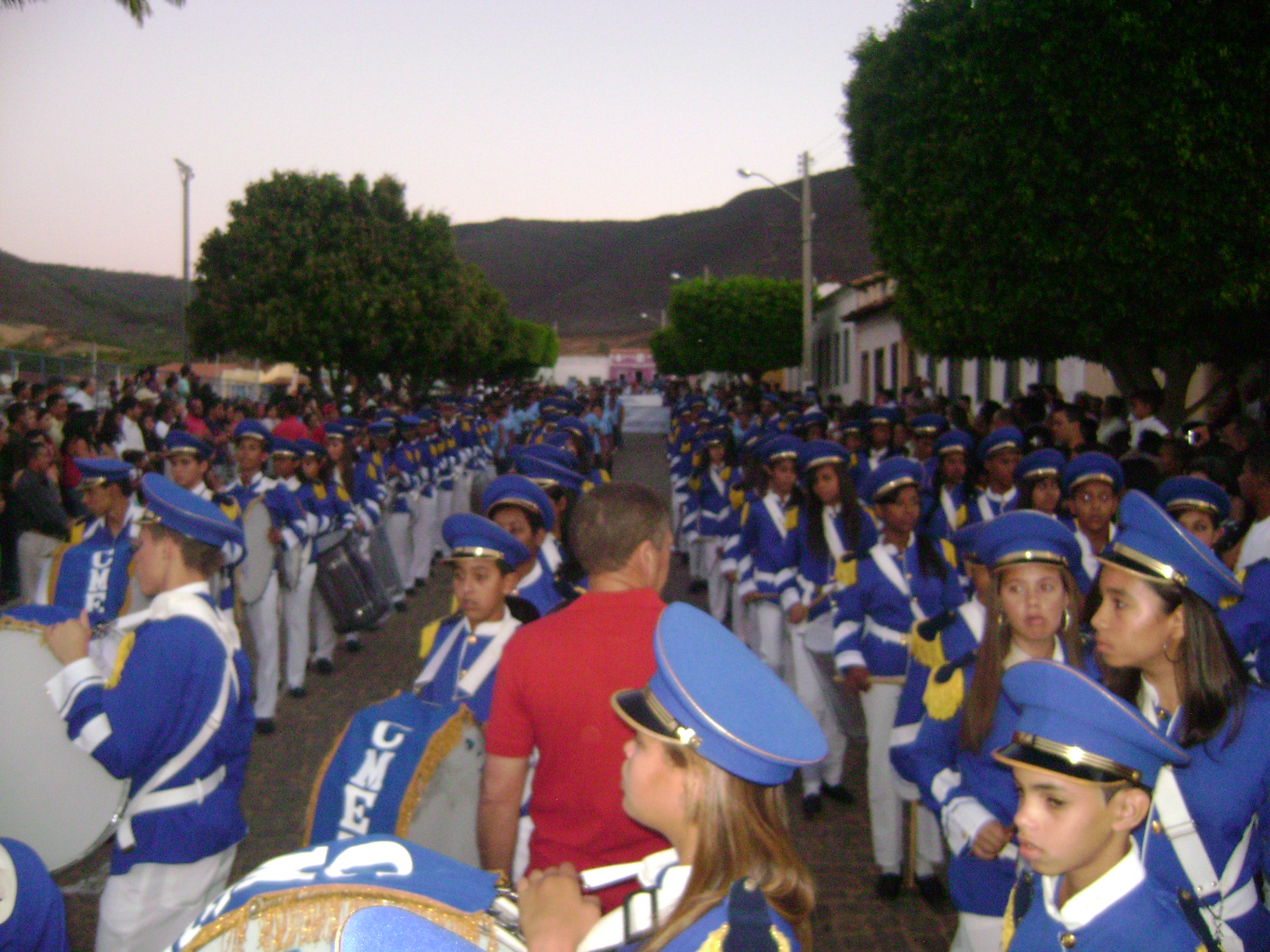
Desfile cívico de 7 de setembro.

Além dessas três principais existem outras tradições, menores em quantidade de participantes, mas realizada todos os anos, como: A subida aos cruzeiros na Quinta-feira e Sexta-feira Santa - se sobe ao topo de três morros onde foram colocadas altos crucifixos de madeira, Morro da Ponta, Morro do Meio e o Morro de Seu Nezinho que cercam a cidade ao Sudeste, Sul e Sudoeste respectivamente, montes estes partes da Serra de Monte Alto, que hoje é conhecido como Parque Estadual da Serra de Montes Altos.
Ainda vale ressaltar as Procissões de Domingo de Ramos, Corpus Christi, os ternos de reis, as diversas festas de padroeiro de comunidades rurais, as vaquejadas, corridas de argolinha nas comunidades rurais e as diversas quadrilhas de São João realizadas por várias ruas da cidade  durante o mês de junho.

## Santuário Rainha do Sertão

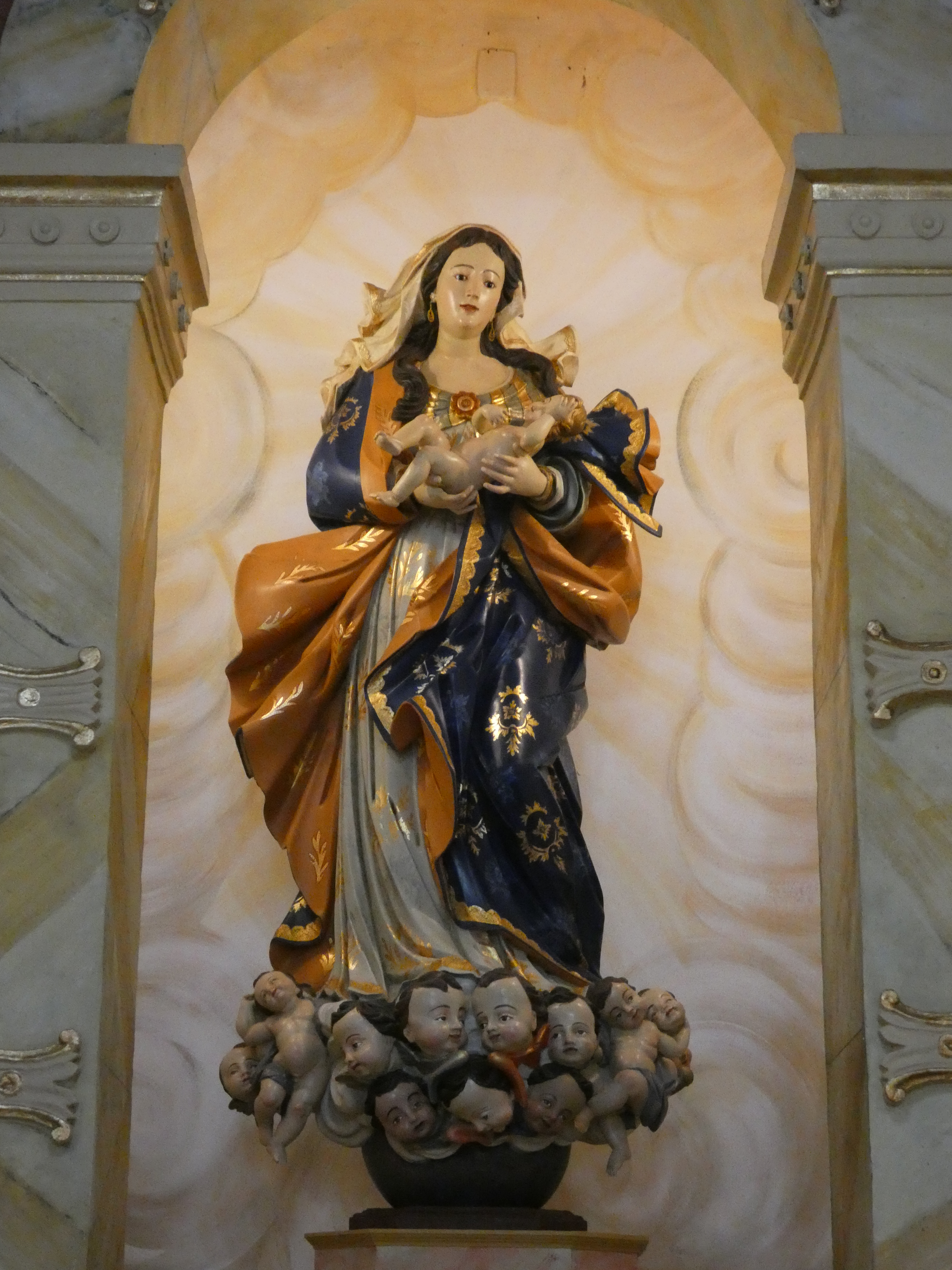
Imagem de N. S. Mãe de Deus e dos Homens - Séc XVIII.

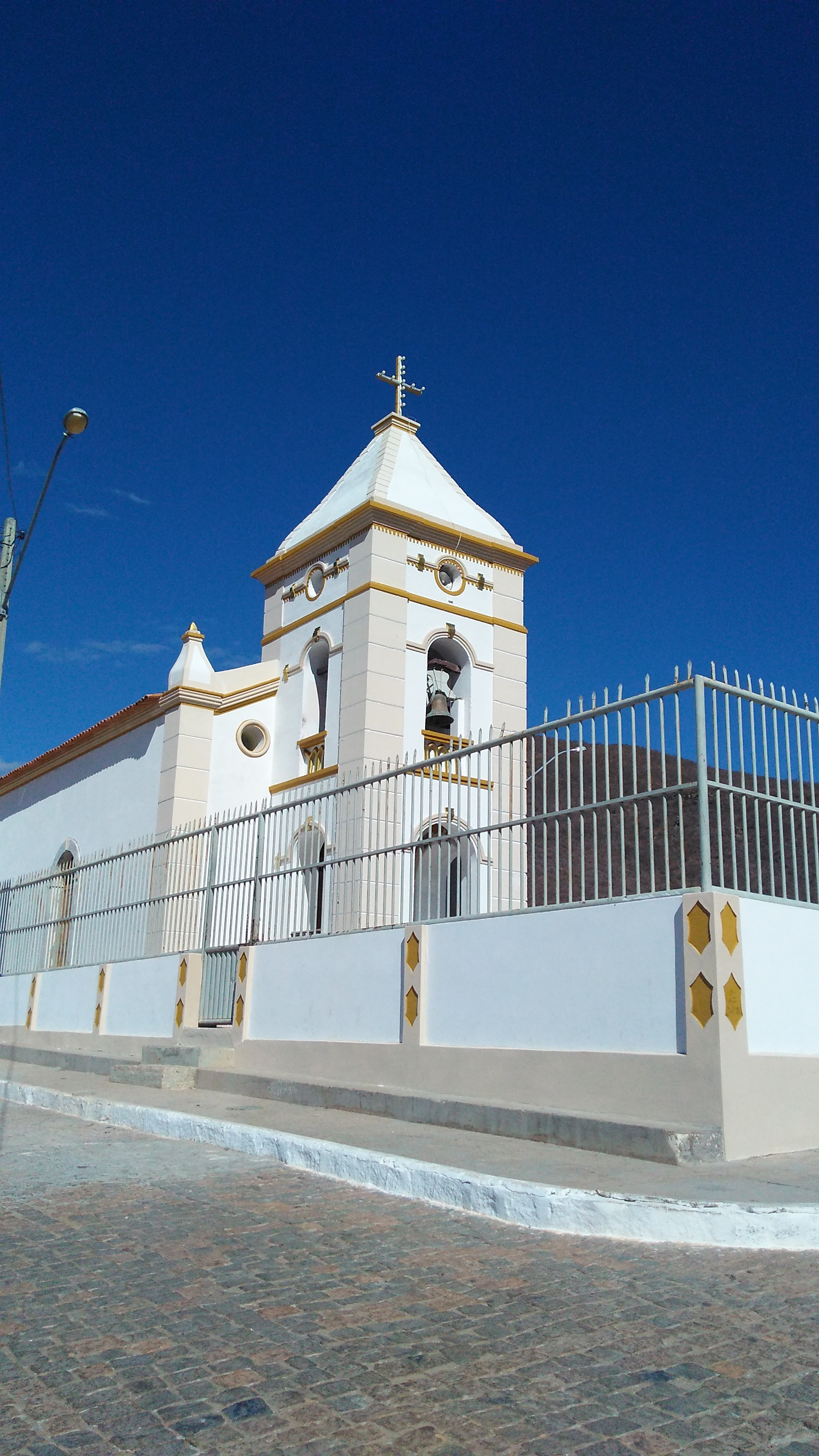
Igreja de Nossa Senhora Mãe de Deus e dos Homens - Séc XVIII.

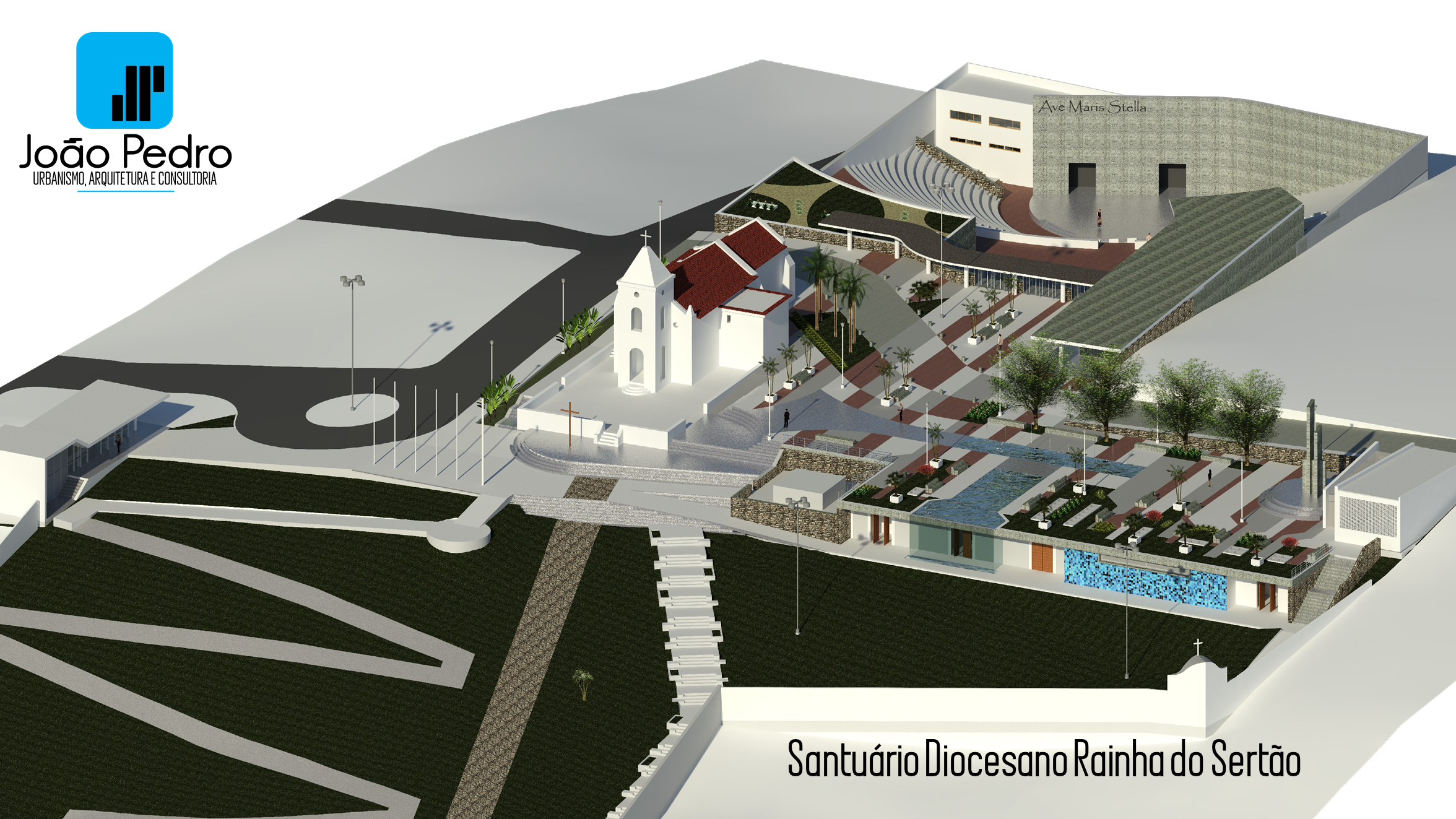
Santuário Diocesano Rainha do Sertão.

A Igreja Matriz de Nossa Senhora Mãe de Deus e dos Homens (1736), está em processo de ser reconhecida como Santuário Diocesano, o primeiro da Diocese de Caetité. O processo de reconhecimento do santuário iniciou-se em 2012, por iniciativa do Pároco na época, Padre Patrick O'Neil, da Congregação dos Padres Maristas.
"A Igreja Matriz foi Inaugurada em 1742 pelo Pe. João Barbosa Dantas, foi construída, como já escrito aqui, para pagar uma promessa feita pelo fundador da cidade, Francisco Pereira de Barros, que não chegou a vê-la pronta, pois faleceu durante a viagem de volta na busca das imagens em Portugal "
 Trecho retirado do Livro "Para Entender o Montealtense" de João Pedro.
O processo de reconhecimento e elevação da Igreja Matriz à Santuário Diocesano, está ocorrendo em meio ao restauro das obras sacras e da Igreja Matriz.

## Arquitetura
Por conta de sua idade, tem arquitetura colonial nas ruas e praças mais antigas da cidade, bem como as sedes das fazendas antigas.
A obra arquitetônica mais significativa da cidade é a Igreja Matriz de Nossa Senhora Mãe de Deus e dos Homens, situada em uma colina que faz entrada para a Serra de Monte Alto. É a construção magna que representa local de fundação da cidade, embora pequena em comparação com matrizes da mesma época, é rica em acervo por conta de suas imagens talhadas em madeira vindas de Portugal. Característica mais forte de sua fachada é sua torre com cobertura piramidal, que serve também de campanário.
Apesar de muitas já não existirem mais por descaso dos proprietários e do poder público podemos registrar algumas construções e locais com construções em estilo colonial.
Os endereços com maiores representações arquitetônicas coloniais: Rua Carlos Spínola (popular "Rua do Meio"), Praça Barão do Rio Branco (antiga praça comercial da cidade, popularmente "Praça da Quadra"), Praça Coronel Juvêncio Moura (popular "Praça de seu Milton") e a Praça da Bandeira.
Principais obras com arquitetura colonial:
- Casarão Botelho de Andrade, sede da Prefeitura Municipal, localizada na praça da Bandeira.
- Cadeia Pública, popularmente "Porão", fica ao lado da Prefeitura.
- Casa Rosada ou Casarão do Bonfim, localizada na Praça do Bairro Bonfim.
- Casa dos Correios, antiga Casa do Motor, localizada na esquina da Rua do Rosário com a Praça da Bandeira.
- Casarão na praça Coronel Juvêncio Moura, popularmente, Casarão de Das Virgens.
- Casa do Primeiro Prefeito, onde funciona uma pousada, na "Rua do Meio".
- Casarão da Intendência, localizada em frente a casa do primeiro prefeito.
Obras com características próprias:
- Ruínas da Igreja Nova, localizada no centro próximo à Prefeitura Municipal.
- Solar dos Moura, com detalhes em peças ornamentais e acabamento do forro e piso em madeira.
- Casarão dos Laranjeiras, com detalhes ornamentais e janelas e portas com arcos em estilo gótico.
- Igreja do Divino Espírito Santo, com arquitetura assinada por um alemão é a maior obra recente da cidade.
Fazenda com casarões coloniais em suas sedes:
- Fazenda do Espinho.
- Fazenda dos Três Irmãos.
- Fazenda do Lameirão, tombada pelo Iphan.

## Filhos ilustres
Sebastião Dias Laranjeira, ou simplesmente Dom Sebastião, foi o primeiro brasileiro ordenado bispo católico por um Papa. Em sua homenagem foi dado o nome de Sebastião Laranjeiras, município desmembrado de Palmas de Monte Alto.

## Parque Estadual da Serra de Montes Altos
Parque que é formado pela Serra de Monte Alto é um dos pontos ecológicos mais bonitos do estado da Bahia, cachoeira, sítios arqueológicos e exemplares raros de fauna e flora, foi catalogada pela primeira vez pelo geógrafo do império Theodoro Sampaio.
"O Parque Estadual da Serra dos Montes Altos, catalogado, em 1879, pelo geógrafo Theodoro Sampaio, ainda nos tempos do Império do Brasil, foi também alvo de exploração de salitre a mando da Coroa Portuguesa." 

## Economia
Tem como principais produtos agrícolas o feijão, algodão, mandioca, sorgo, milho e arroz, observando-se que pelo menos 60% da população economicamente ativa, desenvolve suas atividades na agricultura e na pecuária, contribuindo assim, para arrecadação do ICMS no Município e para melhoria da qualidade de vida em pequena escala, mas que se desenvolve gradualmente.